# Wahlkreis Reinickendorf 2
Der Wahlkreis Reinickendorf 2 ist ein Abgeordnetenhauswahlkreis in Berlin. Der Wahlkreis gehört zum Wahlkreisverband Reinickendorf und umfasst die Gebiete Reinickendorf/West, Tegel-Süd (teilweise), Wittenau (teilweise) und Mäckeritzwiesen.

## Abgeordnetenhauswahl 2023
Bei der Wahl zum Abgeordnetenhaus von Berlin 2023 traten folgende Kandidaten an:
| Name                              | Partei           | Anteil der Erststimmen | Anteil der Zweitstimmen |
| --------------------------------- | ---------------- | ---------------------- | ----------------------- |
| Emine Demirbüken-Wegner           | CDU              | 38,9 %                 | 38,0 %                  |
| Jörg Stroedter                    | SPD              | 22,8 %                 | 20,5 %                  |
| Rolf Wiedenhaupt                  | AfD              | 13,2 %                 | 13,0 %                  |
| Heiner von Marschall              | Grüne            | 09,0 %                 | 09,5 %                  |
| Dana Saky                         | Die Linke        | 05,1 %                 | 05,4 %                  |
| Belana Witt                       | Tierschutzpartei | 03,9 %                 | 03,0 %                  |
| Timo Bergemann                    | FDP              | 03,8 %                 | 03,9 %                  |
| Vinko Schedlich                   | Die PARTEI       | 01,5 %                 | 01,2 %                  |
| Olaf König                        | Freie Wähler     | 01,0 %                 | 00,4 %                  |
| Pierre Kurzer                     | dieBasis         | 00,8 %                 | 00,5 %                  |
| –                                 | Sonstige         | –                      | 04,6 %                  |
| Wahlberechtigte: 28.139 Einwohner |                  |                        |                         |
| Wahlbeteiligung: 55,0 %           |                  |                        |                         |

## Abgeordnetenhauswahl 2021
Bei der Wahl zum Abgeordnetenhaus von Berlin 2021 traten folgende Kandidaten an:
| Name                              | Partei           | Anteil der Erststimmen | Anteil der Zweitstimmen |
| --------------------------------- | ---------------- | ---------------------- | ----------------------- |
| Jörg Stroedter                    | SPD              | 26,8 %                 | 24,7 %                  |
| Emine Demirbüken-Wegner           | CDU              | 26,5 %                 | 25,0 %                  |
| Rolf Wiedenhaupt                  | AfD              | 12,4 %                 | 11,9 %                  |
| Heiner von Marschall              | Grüne            | 10,8 %                 | 11,0 %                  |
| Timo Bergemann                    | FDP              | 06,8 %                 | 06,8 %                  |
| Dana Saky                         | Die Linke        | 05,9 %                 | 06,0 %                  |
| Belana Witt                       | Tierschutzpartei | 05,1 %                 | 03,4 %                  |
| Olaf König                        | Freie Wähler     | 02,2 %                 | 01,3 %                  |
| Vinko Schedlich                   | Die PARTEI       | 01,9 %                 | 01,4 %                  |
| Pierre Kurzer                     | dieBasis         | 01,6 %                 | 01,2 %                  |
| –                                 | Team Todenhöfer  | –                      | 01,7 %                  |
| –                                 | Die Grauen       | –                      | 01,5 %                  |
| –                                 | Sonstige         | –                      | 04,1 %                  |
| Wahlberechtigte: 28.643 Einwohner |                  |                        |                         |
| Wahlbeteiligung: 66,9 %           |                  |                        |                         |

## Abgeordnetenhauswahl 2016
Bei der Wahl zum Abgeordnetenhaus von Berlin 2016 traten folgende Kandidaten an:
| Name                              | Partei           | Anteil der Erststimmen | Anteil der Zweitstimmen |
| --------------------------------- | ---------------- | ---------------------- | ----------------------- |
| Emine Demirbüken-Wegner           | CDU              | 28,6 %                 | 26,0 %                  |
| Jörg Stroedter                    | SPD              | 26,1 %                 | 22,4 %                  |
| Günter Mey                        | AfD              | 20,6 %                 | 19,2 %                  |
| Bola Olalowo                      | Grüne            | 08,7 %                 | 08,6 %                  |
| Dominic Radtke                    | FDP              | 07,1 %                 | 06,6 %                  |
| Deniz Seyhun                      | Die Linke        | 06,4 %                 | 06,6 %                  |
| Hans-Joachim Weinberger           | Piraten          | 02,5 %                 | 01,4 %                  |
| –                                 | Graue Panther    | 0–                     | 03,3 %                  |
| –                                 | Tierschutzpartei | 0–                     | 02,4 %                  |
| –                                 | Die PARTEI       | 0–                     | 01,2 %                  |
| –                                 | Sonstige         | 0–                     | 02,3 %                  |
| Wahlberechtigte: 30.235 Einwohner |                  |                        |                         |
| Wahlbeteiligung: 60,8 %           |                  |                        |                         |

## Abgeordnetenhauswahl 2011
Bei der Wahl zum Abgeordnetenhaus von Berlin 2011 traten folgende Kandidaten an:
| Name                              | Partei                | Anteil der Erststimmen | Anteil der Zweitstimmen |
| --------------------------------- | --------------------- | ---------------------- | ----------------------- |
| Emine Demirbüken-Wegner           | CDU                   | 37,2 %                 | 35,9 %                  |
| Jörg Stroedter                    | SPD                   | 33,2 %                 | 30,3 %                  |
| Ellen von Tayn                    | Grüne                 | 09,6 %                 | 10,6 %                  |
| ?                                 | Piraten               | 08,9 %                 | 07,7 %                  |
| André Kindzorra                   | Die Linke             | 03,8 %                 | 04,0 %                  |
| ?                                 | pro Deutschland       | 02,7 %                 | 01,4 %                  |
| ?                                 | FDP                   | 01,9 %                 | 01,9 %                  |
| ?                                 | Die Freiheit          | 01,9 %                 | 01,4 %                  |
| ?                                 | Deutsche Konservative | 00,9 %                 | 00,5 %                  |
| –                                 | NPD                   | –                      | 02,8 %                  |
| –                                 | Tierschutzpartei      | –                      | 01,9 %                  |
| –                                 | Sonstige              | –                      | 01,6 %                  |
| Wahlberechtigte: 30.725 Einwohner |                       |                        |                         |
| Wahlbeteiligung:55,2 %            |                       |                        |                         |

Direkt gewählt wurde Emine Demirbüken-Wegner (CDU). Sie schied aber bereits am 6. Dezember 2011 aus, da sie Staatssekretärin im Senat von Berlin wurde. Ihr Nachrücker als Abgeordneter wurde Tim Zeelen.

## Abgeordnetenhauswahl 2006
Bei der Wahl zum Abgeordnetenhaus von Berlin 2006 traten folgende Kandidaten an:
| Name                              | Partei    | Anteil der Erststimmen |
| --------------------------------- | --------- | ---------------------- |
| Andreas Gram                      | CDU       | 36,6 %                 |
| Jörg Stroedter                    | SPD       | 36,1 %                 |
| Toni Wagner                       | FDP       | 07,8 %                 |
| Jens Augner                       | Grüne     | 06,8 %                 |
| Oliver Wolters                    | WASG      | 04,4 %                 |
| Uwe Barteis                       | REP       | 04,3 %                 |
| Klaus Rathmann                    | Die Linke | 03,9 %                 |
| Wahlberechtigte: 30.399 Einwohner |           |                        |
| Wahlbeteiligung: 55,6 %           |           |                        |

## Abgeordnetenhauswahl 2001
Bei der Wahl zum Abgeordnetenhaus von Berlin 2001 traten folgende Kandidaten an:
| Name                              | Partei | Anteil der Erststimmen |
| --------------------------------- | ------ | ---------------------- |
| Andreas Gram                      | CDU    | 42,1 %                 |
| Jörg Stroedter                    | SPD    | 37,7 %                 |
| Carin Hollube                     | FDP    | 10,7 %                 |
| Klaus Rathmann                    | PDS    | 04,8 %                 |
| Torsten Hauschild                 | Grüne  | 04,7 %                 |
| Wahlberechtigte: 31.356 Einwohner |        |                        |
| Wahlbeteiligung: 68,1 %           |        |                        |

## Abgeordnetenhauswahl 1999
Bei der Wahl zum Abgeordnetenhaus von Berlin 1999 traten folgende Kandidaten an:
| Name                              | Partei | Anteil der Erststimmen |
| --------------------------------- | ------ | ---------------------- |
| Andreas Gram                      | CDU    | 56,9 %                 |
| Jörg Stroedter                    | SPD    | 28,3 %                 |
| Wolfgang Wieland                  | Grüne  | 05,0 %                 |
| Luigi Waldow                      | PDS    | 03,6 %                 |
| Anke Kawaschinski                 | Graue  | 03,3 %                 |
| Peter Tiedt                       | FDP    | 01,6 %                 |
| Heribert Heines                   | BID    | 01,2 %                 |
| Wahlberechtigte: 32.036 Einwohner |        |                        |
| Wahlbeteiligung: 66,6 %           |        |                        |

## Abgeordnetenhauswahl 1995
Der Wahlkreisverband Reinickendorf umfasste zur Abgeordnetenhauswahl am 22. Oktober 1995 sieben, seit 1999 sind es sechs Wahlkreise. Ein direkter Vergleich ist daher nicht möglich.

## Bisherige Abgeordnete
Direkt gewählte Abgeordnete des Wahlkreises Reinickendorf 2:
| Jahr | Name                    | Partei | Anteil der Erststimmen |
| ---- | ----------------------- | ------ | ---------------------- |
| 2023 | Emine Demirbüken-Wegner | CDU    | 38,9 %                 |
| 2021 | Jörg Stroedter          | SPD    | 26,7 %                 |
| 2016 | Emine Demirbüken-Wegner | CDU    | 28,6 %                 |
| 2011 | Emine Demirbüken-Wegner | CDU    | 37,2 %                 |
| 2006 | Andreas Gram            | CDU    | 36,6 %                 |
| 2001 | Andreas Gram            | CDU    | 42,1 %                 |
| 1999 | Andreas Gram            | CDU    | 56,9 %                 |